# 에벨리나 사솅코
에벨리나 사솅코(Evelina Sašenko, 1987년 7월 26일 ~ )는 리투아니아의 가수이다. 유로비전 송 콘테스트 2011에서 리투아니아 대표로 참가했다.